# Jedermann

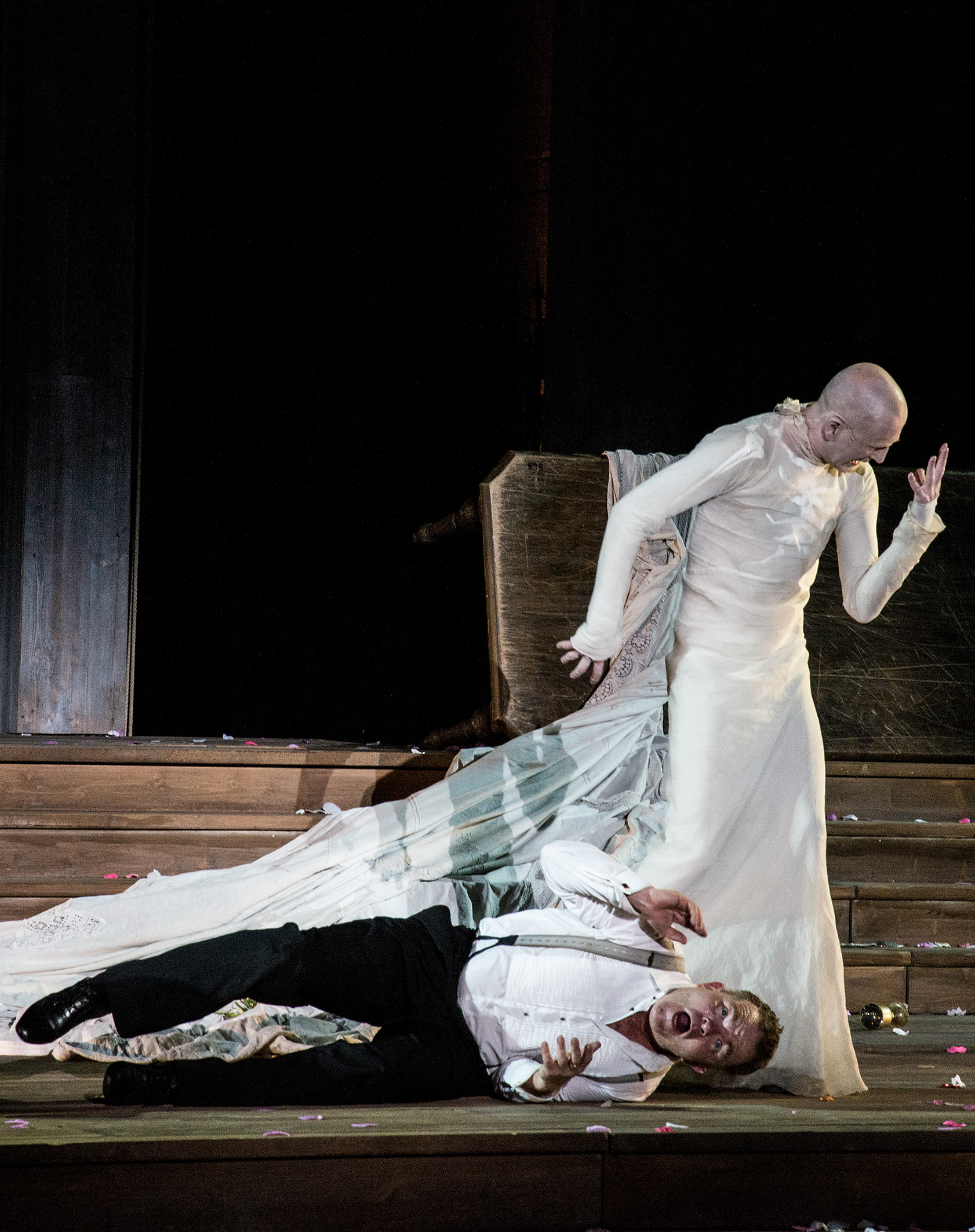
Jedermann et la Mort, Festival de Salzbourg 2014

Jedermann (prononciation : yédermanne, chaque homme ou chacun de nous en allemand) est une pièce de théâtre de Hugo von Hofmannsthal en forme de mystère. Elle est sous-titrée Le Mystère de la mort de l'Homme riche (Das Spiel vom Sterben des reichen Mannes).
La première représentation eut lieu le 1er décembre 1911 à Berlin sous le chapiteau du cirque Zirkus Schumann dans une mise en scène de Max Reinhardt. Elle est reprise traditionnellement chaque année depuis 1920 lors du festival de Salzbourg dont Hofmannsthal fut l’un des initiateurs.

## Origine et forme
Sur le modèle du style théâtral de la fin du Moyen Âge appelé mystère, mais faisant appel à des moyens modernes, la pièce fait apparaître Dieu, la Mort, le Diable parmi d’autres personnages allégoriques. C’est une traduction et adaptation d’une œuvre en anglais, Everyman, A morality play, imprimée à Londres en 1490, elle-même reposant sur une pièce originale en néerlandais, Elckerlijc, composée (ainsi que Homulus et Hecastus) par Macropedius, et imprégnée d'effets de style tirés de la chanson de geste. Hofmannsthal s'est aussi inspiré de la Comedi vom sterbend reichen Menschen (comédie du riche mourant) de Hans Sachs.
Résumé :  Le personnage principal appelé Jedermann (tout un chacun) se retrouve soudain face à la Mort qui veut le confronter à son Créateur. Il a besoin d’un témoin de sa bonté mais personne ne veut l’accompagner ; seules ses Bonnes œuvres et la Foi peuvent le convaincre de redevenir un bon chrétien et le sauvent ainsi de la damnation éternelle.

## La trame détaillée
Dieu voyant qu’on ne le respecte plus décide d’envoyer la Mort sur la Terre pour rappeler sa puissance à l'humanité. Il donne à la Mort l'ordre d’aller trouver chacun (Jedermann) et de l'amener devant ses juges suprêmes.
Un jour, « Jedermann » ordonne à son majordome de lui apporter un sac d’or pour payer le terrain qu’il veut acheter. Il veut y faire faire un jardin d'agrément et de plaisir pour sa maîtresse (le personnage appelé Buhlschaft).
Sur son chemin il rencontre un voisin miséreux qui lui demande l’aumône. Mais Jedermann ne lui donne qu’une petite pièce d’un Schilling. Lorsque le voisin fait appel à sa bonté chrétienne et rappelle qu’il a été lui-même riche, Jedermann le chasse.
Peu après, il rencontre l’un de ses débiteurs qui le prie de déchirer la lettre de créance. Mais Jedermann s’y refuse et le fait jeter en prison. Jedermann ne connaît aucune pitié mais l'épouse du débiteur pleurant si amèrement, il accepte de lui verser une pension pour qu’elle puisse subvenir à ses besoins et ceux de ses enfants.
Après cette rencontre, Jedermann n’a plus envie de voir le jardin et décide d’aller retrouver sa maîtresse. À peine sorti de la maison, il rencontre sa mère qui lui reproche comme souvent son attitude négligente envers Dieu.
Sa mère partie, sa maîtresse arrive pour l’emmener à la fête organisée en son honneur. Au cours de la fête, Jedermann se sent faible et a des apparitions étranges. Personne n’entend la cloche que Jedermann entend sans arrêt. Lorsqu'il dit qu'on appelle son nom, sa maîtresse pense qu’il a de la fièvre. En se retournant il aperçoit derrière lui un inconnu qui prétend être la Mort et l’invite à se préparer pour son dernier voyage. Ce n’est qu’en cet instant que Jedermann prend conscience de sa mauvaise nature et il supplie la Mort de lui laisser le temps de chercher un ami qui témoignera en sa faveur devant le tribunal divin. Après de longues tractations, la Mort lui donne une heure.
Tout d’abord, il demande à un ami, (le personnage appelé « Geselle », c'est-à-dire compagnon) si celui-ci ne veut pas lui rendre un service car il doit partir pour un long voyage. L'Ami déclare être prêt à lui rendre n’importe quel service mais se rétracte et refuse lorsqu’il apprend qu’il devrait l’accompagner devant le tribunal divin. Ses deux cousins n’agissent pas différemment. Se sentant abandonné de tous, il veut au moins emporter son argent dans le Royaume éternel. Sortant de son coffre, Mammon, le personnage représentant la richesse, refuse lui aussi de l’accompagner.
Jedermann est désormais seul et désespéré. Il entend une voix faible qui l’appelle. Se retournant, il aperçoit une femme frêle qui lui dit être ses Bonnes œuvres et veut bien l’accompagner dans l’au-delà. Elle est cependant trop faible car il l’a toujours négligée. Elle est prête à prier sa sœur la Foi de le faire à sa place.
La Foi lui rappelle l’immense bonté de Dieu et conseille à Jedermann de lui demander grâce. Jedermann se raccroche à ce dernier espoir et essaie, aidé par un moine, de retrouver le chemin menant à Dieu après des années passées dans l’impiété.
Sur ce, le Diable vient, sûr de pouvoir emporter en enfer l’Âme chargée de péchés de Jedermann mais il doit s’avouer vaincu lorsqu’il découvre qu’elle lui échappe par la Grâce de Dieu. Peu après, Jedermann revient lavé de ses péchés et peut enfin se présenter devant Dieu accompagné des Bonnes œuvres et de la Foi.

## Genèse de l'œuvre
La pièce Jedermann est l’aboutissement d’un projet qui a évolué pendant huit ans environ. Hofmannsthal fit de premières ébauches en avril 1903. Une première version de 1905 est conservée, très différente de la version définitive de 1911. Hofmannsthal a écrit qu’il avait porté ce projet en lui pendant de nombreuses années jusqu’à avoir ressenti ce que l’envie de rendre justice à ce vieux thème ait suffisamment mûri, qu’il vienne de lui-même, ressuscite sans pression extérieure (ihn « gewähren lassen ohne Einmischung, wiederherstellen ohne Willkür », écrit-il en 1911).
La version datée de 1905 est encore en prose et le langage est moderne. Le lieu de l’action est indiqué comme étant un jardin près de Vienne. Jedermann est un riche propriétaire immobilier et Mammon est son serviteur. Cette version fragmentaire se compose de quatre dialogues que Jedermann poursuit avec Mammon, la Mort, les Parents et l’Ami.
Ce fragment semble refléter de très près la situation personnelle de Hofmannsthal. A l’été 1891, il s’était marié et avait emménagé dans une maison. Il était financièrement indépendant grâce à la fortune héritée de son père.
De même, la mort de la mère de Hofmannsthal en 1904 transparaît aussi clairement.
Le dialogue avec l’Ami est certainement inspiré par son amitié avec Stefan George qui avait presque définitivement pris fin.
Le dialogue commence par l’évocation de leur « merveilleuse jeunesse ». Il se poursuit sur l’injonction de réaliser les rêves de cette époque et se termine avec la fin de l’amitié. Un an plus tard, en mars 1906, Hofmannsthal et George mettaient fin à une amitié de 15 ans.

## Les représentations au festival de Salzbourg
La première avait eu lieu le 22 août 1920 dans une mise en scène Max Reinhardt. L’idée première de Reinhardt était de faire jouer la pièce sur le parvis de la cathédrale qui avait trouvé « sa place naturelle » selon lui. Le Moyen Âge et l’époque baroque, l’église et le cimetière, les moines et les musiciens contribuaient à l’ambiance.
Hofmannsthal écrivait encore :
« Les statues des Saints en marbre de cinq mètres de hauteur entre lesquelles les acteurs apparaissaient et disparaissaient tout à tour semblaient répéter tout naturellement l’appel du nom „JE-DER-MANN !’’ lancé depuis les tours de l’église située à côté, depuis la forteresse Hohensalzburg, depuis le cimetière Saint-Pierre (Petersfriedhof) d’en face, renvoyer l’écho du bourdon à la fin de la pièce, l’entrée solennelle des six anges par le portail dans le jour faiblissant, les moines Franciscains observant le spectacle depuis leur tour, le clergé posté aux cent fenêtres du cloître Saint-Pierre, tout était naturel, le symbolisme, le tragique, le drôle, la musique. »
Jusqu’en 2001, les diverses mises en scène respectèrent ce concept d’origine à l’exception notoire de Leopold Lindtberg. Depuis 2002, Jedermann est joué dans une version modernisée de Christian Stückl, qui introduisit en 2003 l’éclairage électrique pour faire des représentations nocturnes. La 500e eut lieu le 5 août 2003. Jedermann est joué sur de nombreuses scènes par des troupes tant de professionnels que d’amateurs, parfois même dans des versions en dialecte local.
Être choisi pour jouer le rôle principal de Jedermann est considéré dans le monde du théâtre comme un honneur fait seulement aux plus grands acteurs de la scène. Les autres rôles, surtout celui de la Maîtresse, sont aussi joués traditionnellement par des acteurs de haut rang.

### Liste des acteurs ayant incarné Jedermann au festival de Salzbourg
- Alexander Moissi (1920/21, 1926–31)
- Paul Hartmann (1932–34)
- Attila Hörbiger (1935–37, 1947–50)
- Ewald Balser (1946)
- Will Quadflieg (1952–59)
- Walter Reyer (1960–68)
- Ernst Schröder (1969–72)
- Curd Jürgens (1973–77)
- Maximilian Schell (1978–82)
- Klaus Maria Brandauer (1983–89)
- Helmuth Lohner (1990–94)
- Gert Voss (1995–98)
- Ulrich Tukur (1999–2001)
- Peter Simonischek (2002–2009)
- Nicholas Ofczarek (2010-2012)
- Cornelius Obonya (2013-2016)
- Tobias Moretti (2017-2020)
- Lars Eidinger (2021-2022)
- Michael Maertens (2023)
- Philipp Hochmair (2024)

### Liste des actrices ayant incarné la Maîtresse
- Johanna Terwin (1920, 1921)
- Dagny Servaes (1926-37)
- Grete Zimmer (1946)
- Elfe Gerhart (1947)
- Maria Becker (1948, 1949)
- Judith Holzmeister (1950, 1951)
- Lola Müthel (1952)
- Heidemarie Hatheyer (1953-55)
- Martha Wallner (1956-59)
- Sigrid Marquardt (1960)
- Ellen Schwiers (1961, 1962)
- Maria Emo (1963)
- Anna Smolik (1964)
- Eva Kerbler (1965, 1966)
- Nadja Tiller (1967, 1968)
- Christiane Hörbiger (1969-72, 1974 [en alternance avec Berger])
- Nicole Heesters (1973)
- Senta Berger (1974 [en alternance avec Hörbiger], 1975-78, 1980-82)
- Christine Buchegger (1979)
- Marthe Keller (1983-86)
- Elisabeth Trissenaar (1987-89)
- Sunnyi Melles (1990-93)
- Maddalena Crippa (1994-97)
- Sophie Rois (1998)
- Dörte Lyssewski (1999-2001)
- Veronica Ferres (2002-04)
- Nina Hoss (2005, 2006)
- Marie Bäumer (2007)
- Sophie von Kessel (2008, 2009)
- Birgit Minichmayr (2010–2012)
- Brigitte Hobmeier (2013-2015)
- Miriam Fussenegger (2016)
- Stefanie Reinsperger (2017-2018)
- Valery Tscheplanowa (2019)
- Caroline Peters (2020)
- Verena Altenberger (2021-2022)
- Valerie Pachner (2023)
- Deleila Piasko (2024)

### Liste des metteurs en scène de Jedermann au festival de Salzbourg
- Max Reinhardt (1920, 1921, 1926–1937)
- Heinz Hilpert (1946)
- Helene Thimig (1947–1951, 1963–1968)
- Ernst Lothar (1952–1959)
- William Dieterle (1960)
- Gottfried Reinhardt (1961, 1962)
- Leopold Lindtberg (1969–1972)
- Ernst Haeussermann (1969–1983)
- Gernot Friedel (1984–2001)
- Christian Stückl (2002–2004, 2007-2012)
- Martin Kušej (2005), Henning Bock (2006: direction de la reprise de la mise en scène de Stückl)
- Julian Crouch, Brian Mertes (2013-2016)
- Michael Sturminger (2017-2023)
- Robert Carsen (2024)